# Hunger- och militärdemonstrationerna 1917

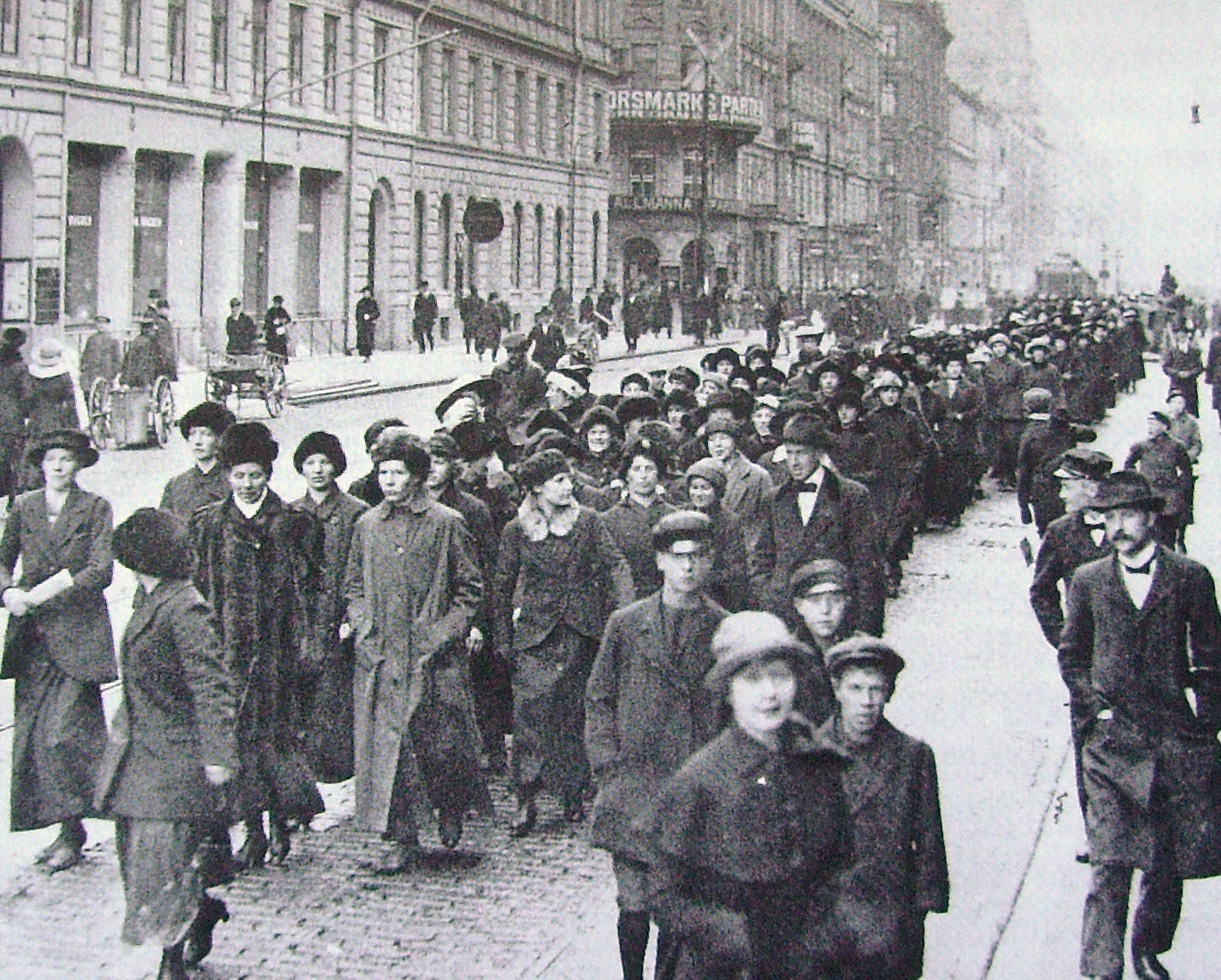
Protesterande mödrar på väg mot Mjölkcentralen i Stockholm den 27 april 1917.

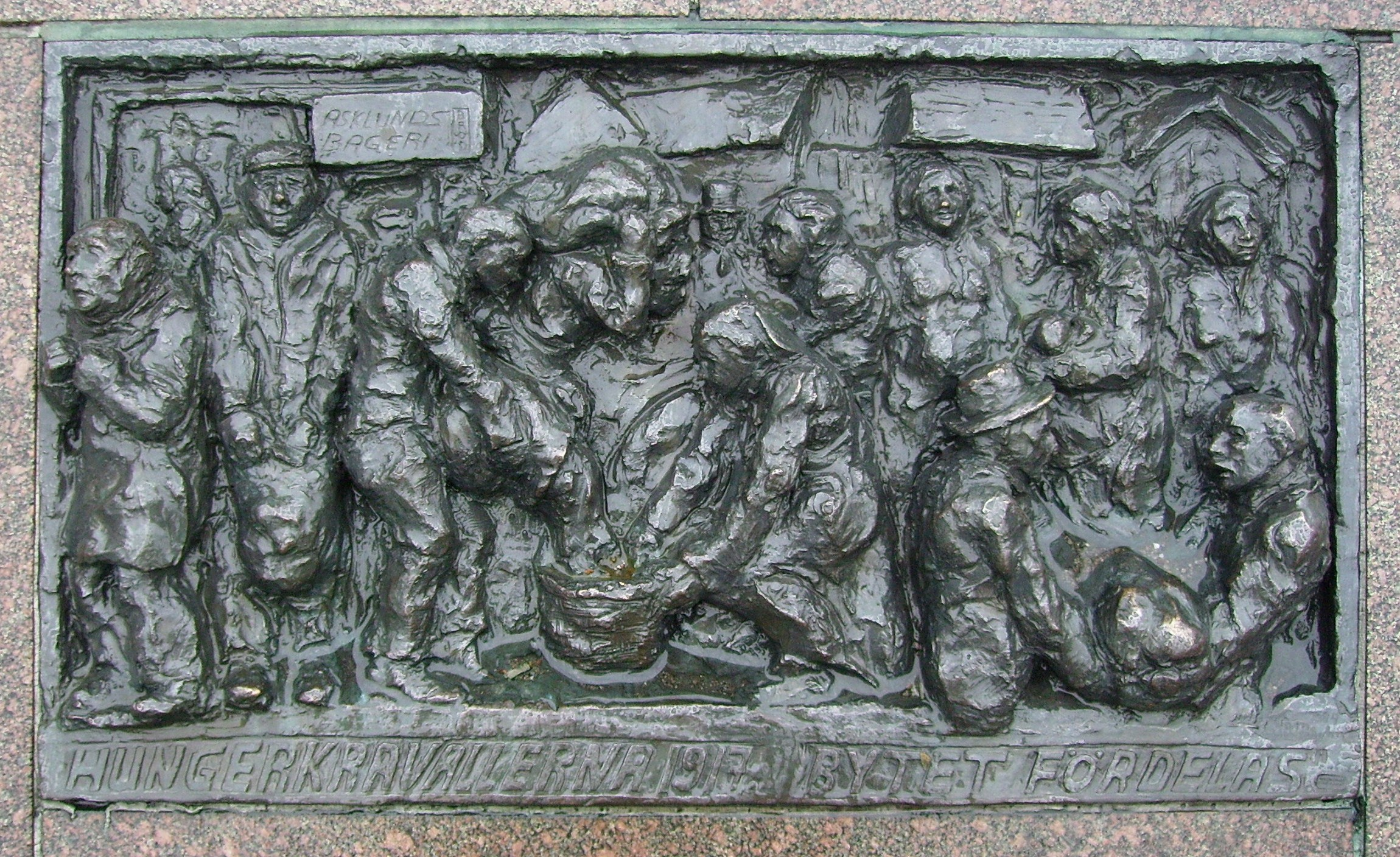
Detalj på skulptur föreställande hungerkravallerna i Göteborg 1917, där Asklunds bageri på Övre Husargatan återfinns i händelsernas centrum.

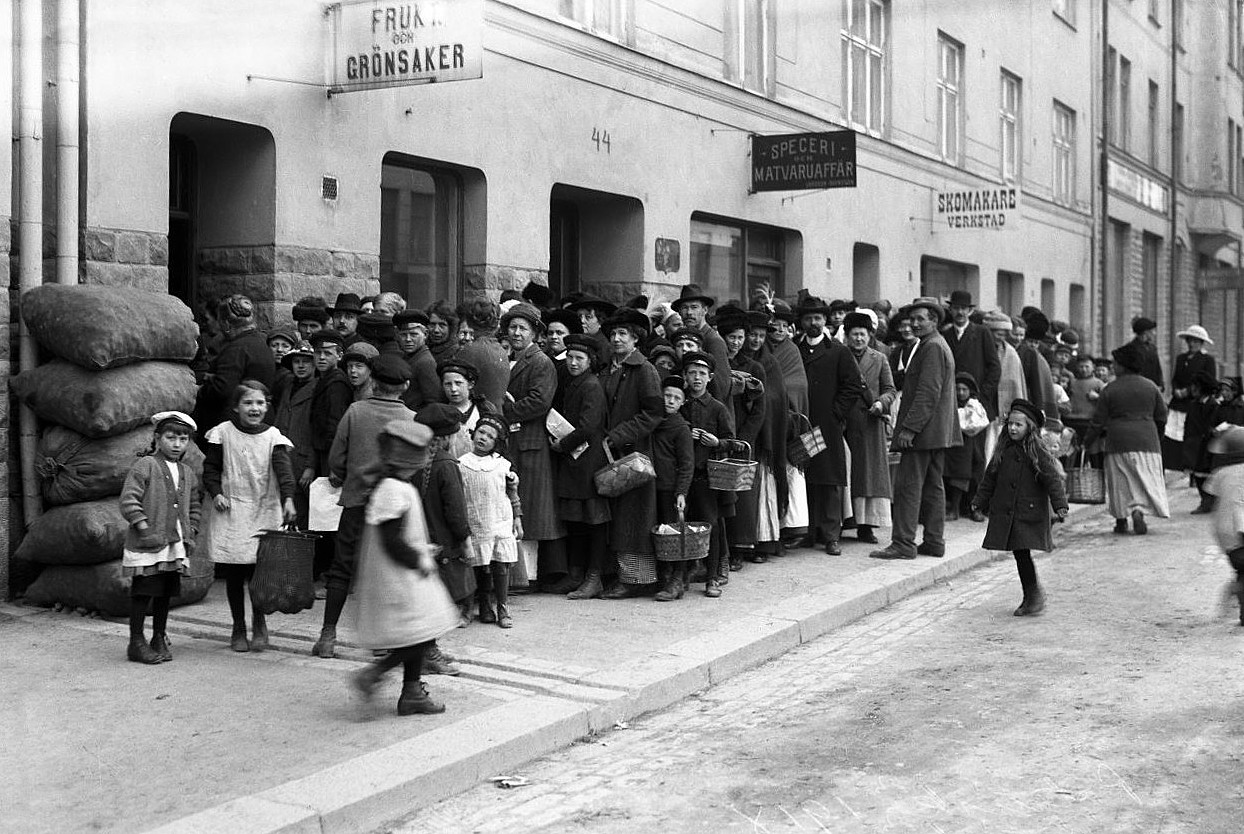
Potatiskö år 1917 vid Södermannagatan 44 i Stockholm.

Hunger- och militärdemonstrationerna 1917 ägde rum under våren 1917 då arbetare runt om i Sverige gjorde uppror mot den svenska politiken som man menade missgynnade arbetarna till fördel för brödbaronerna. Händelserna var inspirerade av den ryska februarirevolutionen 1917. Vissa händelser under hungerupproret uppmärksammades särskilt, bland annat junikravallerna på Gustaf Adolfs torg i Stockholm och Seskarö-upproret i Haparanda skärgård.

## Hungerdemonstrationer
Försörjningsläget kom att drastiskt förändras som en direkt följd av kriget och den avspärrning Sverige drabbades av. Denna omständighet tillsammans med de upprepade misslyckandena med att sluta ett handelsavtal med ententen bidrog till att göra situationen prekär, särskilt vad gäller tillgången på livsmedel.
En kortsiktig nödlösning av den akuta situationen infördes när ransonering av livsmedel, då socker sattes på kort, genomfördes hösten 1916. I januari 1917 infördes även ransonering av bröd och mjöl och alla förråd av brödsäd, mjöl och hårt bröd lades under beslag. Ransoneringarna reducerades, och härtill kommer att både råg- och potatisskörden 1916 varit dålig. Köerna blev en symbol för "systemet Hungerskjöld".
I mars 1917 inträffade den ryska februarirevolutionen och den socialistiska agitationen i Sverige fick därigenom ett stort uppsving. Den vann gehör på grund av den allt större livsmedelsbristen. Under april och maj rullade en stor demonstrationsvåg över Sverige, som riktade sig mot livsmedelsbristen och mot andra missförhållanden. Bland deltagarna märktes förutom arbetare även militär personal. Startskottet kom i samband med demonstrationerna i Västervik i mitten av april. De krav som där framfördes kom i viss mån att bli mönsterbildande för efterföljande aktioner i landet. Nästan alla arbetare i Västervik lade ned arbetet klockan tolv, varpå de i god ordning tågade till de olika dyrtidsnämnderna. På brödkortsnämnden fördes ett hotfullt språk, men det blev lugnare när demonstranterna fick besked om att ansträngningar gjordes för att få fler "påbrödskort" till staden. Några ligister och syndikalister, som det hette i telegrammet, stormade en brödbutik och trängde sig också in i saluhallen, men polisen ingrep. Enligt Sigurd Klockare var aktionen syndikalistiskt inspirerad. Till att börja med var protesterna riktade mot dyrtiden, men utökades till att omfatta högre löner och åtta timmars arbetsdag. I en resolution som tillkom i samband med en demonstration i Borlänge gjordes en direkt hänvisning till den ryska revolutionen.
| Datum | Ort | Summa demonstrerande |
| ----- | --- | -------------------- |
| 19/4  | Borlänge, Hagfors, Hofors, Linköping, Skara | 4 000                |
| 20/4  | Eksjö, Norrköping, Västerås, Åmål | 7 000                |
| 21/4  | Arvika, Döderhult, Enköping, Falun, Gävle, Göteborg, Helsingborg, Härnösand, Hässleholm, Katrineholm, Norrköping, Nässjö, Stockholm, Sundsvall                                 | 29 000               |
| 23/4  | Eskilstuna, Falun, Göteborg, Halmstad, Hedemora, Jönköping, Katrineholm, Kolsva, Kungsör, Linköping, Oskarshamn, Söderhamn, Tranås, Växjö, Åby                                 | 46 000               |
| 24/4  | Anneberg, Falköping, Gudmundrå, Hudiksvall, Huskvarna, Lidköping, Mora, Motala, Nyköping, Sundbybergs köping, Trelleborg, Uppsala, Vetlanda, Värnamo                           | 21 000               |
| 25/4  | Borås, Filipstad, Flen, Gävle, Hudiksvall, Göteborg, Kramfors, Ludvika, Lund, Malmö, Mjölby, Munkfors, Nora, Oxelösund, Södertälje, Torshälla, Trollhättan, Åtvidaberg, Örebro | 66 000               |
| 26/4  | Bomhus, Filipstad, Morgongåva, Mölndal, Västerås, Ystad, Ådalen | 19 000               |
| 27/4  | Alvesta, Avesta, Eslöv, Göteborg, Stockholm, Ådalen | 20 000               |
| 28/4  | Arboga, Härnösand, Karlstad, Katrineholm, Kramfors, Landskrona, Lomma, Mariestad, Skutskär, Smedjebacken, Tidaholm, Uddevalla, Viskafors                                       | 20 000               |
| 29/4  | Bollnäs, Forsbacka, Lindesberg, Mönsterås, Nässjö, Sävsjö, Västerås | 15 000               |

Efter den 21 april utkristalliserades två aktionslinjer för demonstranterna, en syndikalistisk och en socialdemokratisk. Fram till 1 maj följde demonstrationerna oftare syndikalisternas linje än den socialdemokratiska reformismens. Detta innebar att renodlade hungerprotester ofta ersattes med krav på radikala politiska förändringar, som till exempel monarkins avskaffande.
Ivar Vennerström höll tal i riksdagen och uppmanade sin valkrets Ådalens oroliga befolkning till besinning. Redan den 28 april publicerades en ledare i Nya Norrland med rubriken "Lugn och kraft":
| ”                        | Ingen besinningslöshet, inga oordnade uppträden, inga våldsamheter! Då ger ni motståndarna vapen i händerna, då vänder ni bort allmänhetens sympati för eder rättfärdiga sak. Låt det inte bli någon ny Sandöhistoria. Sådant är överilning och kan endast skada i stället för att gagna. | „ |
| – Nya Norrland 28.4.1917 | |   |

Natten mot söndagen den 29 april reste Vennerström upp till Ådalen från Stockholm, och anlände till Kramfors vid middagstiden. Tillsammans med en Karl Eriksson höll han ett föredrag för mellan 4 000 och 5 000 arbetare. Bägge manade till besinning. Mötet tog också avstånd från ungsocialisternas hot om att med våld befria Amaltheamännen. Förstamajdemonstrationen i Härnösand samlade 5 000 deltagare och talare var Vennerström. Demonstrationen präglades av lugn och värdighet.

## Militärdemonstrationer
Vid sidan av hungerdemonstrationerna ägde militärdemonstrationerna rum. Den socialistiska agitationen bidrog till att intensifiera de antimilitaristiska stämningarna i landet. Ett inslag i vänstersocialisternas taktik var att sätta upp Arbetare- och soldatråd. Förberedelserna för revolt inom krigsmakten får betraktas som tämligen harmlösa. Men både civila och militära myndigheter var naturligtvis på sin vakt. Hela krigsmakten befann sig i alarmtillstånd omkring den 1 maj 1917. Man drog in permissioner, förbjöd värnpliktiga att delta i vissa möten, skärpte kampen mot de flygblad och skrifter som vänsterungdomar delade ut. Man förstärkte larmstyrkor och satte ut posteringar vid de statliga ämbetsverken; man skickade hemliga "kunskapare" till misstänkta möten. Man utfärdade instruktioner till trupperna angående stillande av uppror.
Militärdemonstrationer i Sverige 18 april-1 maj 1917:
| Datum | Ort        | Form                         |
| ----- | ---------- | ---------------------------- |
| 18/4  | Västerås   | Demonstration i sluten trupp |
| 19/4  | Stockholm  | Demonstration i sluten trupp |
| 20/4  | Boden      | Matstrejk                    |
|       | Västerås   | Demonstration i sluten trupp |
| 22/4  | Gävle      | Demonstrationsförsök         |
|       | Skövde     | Matstrejk                    |
|       | Stockholm  | Demonstration i sluten trupp |
|       | Växjö      | Demonstration i sluten trupp |
| 23/4  | Östersund  | Matstrejk, demonstration     |
| 24/4  | Stockholm  | Demonstration i sluten trupp |
|       | Vänersborg | Demonstration i sluten trupp |
|       | Östersund  | Demonstration i sluten trupp |
| 25/4  | Sollefteå  | Demonstration i sluten trupp |
| 26/4  | Karlskrona | Demonstration i sluten trupp |
|       | Vaxholm    | Demonstration i sluten trupp |
| 27/4  | Göteborg   | Matstrejk                    |
| 28/4  | Malmslätt  | Matstrejk                    |
| 29/4  | Ystad      | Demonstrationsförsök         |
| 1/5   | Ystad      | Demonstrationsförsök         |

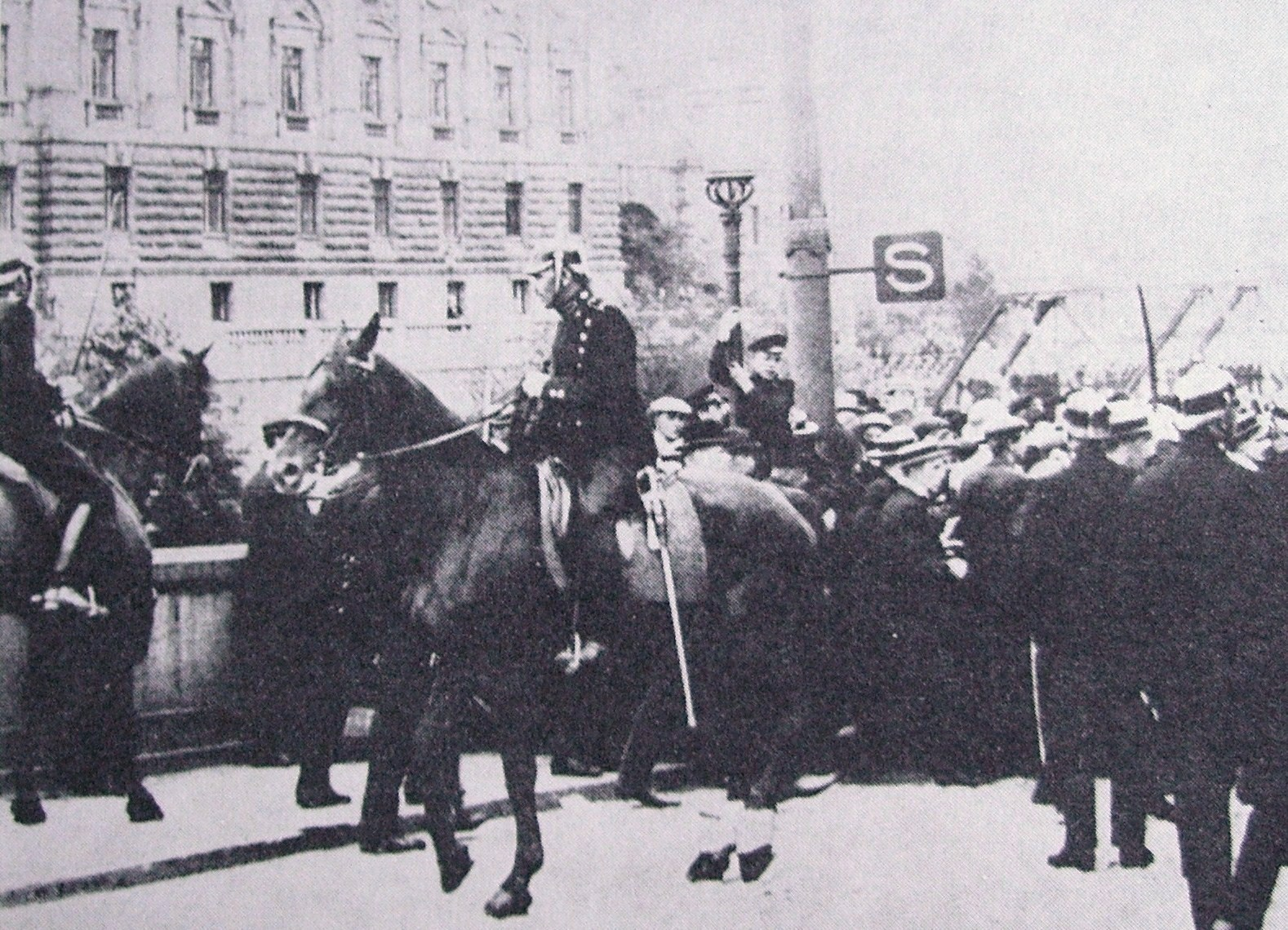
Kravaller i Stockholm 1917

Den 20 april utbröt matstrejken vid I 19 i Boden, Sveriges största garnisonsstad. Regementet fick nattarbete som straff. Av försiktighetsskäl insamlades slutstyckena från en del kompaniers gevär. I Stockholm syntes försvarsledningen inte längre lita på trupperna inom Stockholms garnison. Förband från landsorten, även landstormsmän, sändes därför till Stockholm. Vid garnisonen utvaldes folk som energiskt bedrivit kulspruteövningar. Tidningarna kunde också meddela att i huvudstaden organiserats Stockholms frivilliga skyddskår, huvudsakligen bestående av landstormsbefäl, högskolestudenter, elever vid de allmänna läroverken samt frivilliga skyttar. Organisationsarbetet hade förlagts till krigshögskolan. En mängd browningpistoler (Pistol m/07 hade levererats till skyddskåren.

## Seskarö och Gustav Adolfs torg
Efter 1 maj fortsatte demonstrationerna i mindre omfattning. Kring månadsskiftet ägde Seskarö-upproret rum och den sista stora demonstrationen ägde rum den 5 juni på Gustav Adolfs torg i Stockholm till förmån för rösträttsreformen. Parallellt debatterades frågan i riksdagshuset intensivt. För att öka spänningen hade vänstersocialister försökt pålysa politisk strejk i Stockholm. Det misslyckades, men agitationen ledde till att väldiga skaror försökte ta sig fram till riksdagshuset. De stoppades på Gustav Adolfs torg av poliskedjor och utkommenderad militär. Ingenting tyder på att det i folkhavet fanns någon medveten, organiserad avsikt att försöka tränga in i riksdagshuset. Många var där för att demonstrera, andra ville höra vad statsministern hade att säga om Hjalmar Brantings interpellation, en del var där med anledning av frågan om kvinnlig rösträtt och andra var ditlockade av ren nyfikenhet. Vad som egentligen utlöste polisens våldsamma framfart är oklart.